# José Primo de Rivera
José Joaquín Primo de Rivera y Ortiz de Pinedo (Algeciras, 28 de abril de 1777-Sevilla, 25 de julio de 1853) fue un militar y marino español, hijo de Joaquín Primo de Rivera y Pérez de Acal, brigadier, gobernador y comandante general de armas de Maracaibo, y de su esposa Antonia Eulalia Ortiz de Pinedo y Muñoz. Fue hermano del coronel Joaquín Primo de Rivera y Ortiz de Pinedo, destacado en Chile.
Este destacado marino español, miembro de una familia con ascendencia en la nobleza cubana, tuvo una vertiginosa carrera militar que comenzó con su nombramiento como guardiamarina en el Departamento de Cádiz en 1792, Alférez de Fragata a bordo del bergantín científico Alerta y Capitán de Navío en 1802. Durante la Guerra de la Independencia Española fue uno de los destacados en los Sitios de Zaragoza por las tropas napoleónicas (obtuvo las medallas del Primer y del Segundo Sitio de Zaragoza).

## Biografía
Fue destinado al apostadero de Montevideo. Allí en 1812 estuvo a cargo del tercer y último bombardeo de Buenos Aires, que fracasó en sus objetivos al igual que los anteriores. Tras la derrota de Jacinto de Romarate por la escuadra de las Provincias Unidas del Río de la Plata al mando de Guillermo Brown en el Combate de Martín García (1814), recibió órdenes de partir de Montevideo en su apoyo, pero demoró su salida y cuando la verificó, regresó rápidamente a puerto por considerar que no tenía posibilidades frente a Brown, lo que le valió la dura crítica de la población de la ciudad sitiada. Cuando la escuadra de Brown bloqueó Montevideo, se excusó de salir a su encuentro dando constante parte de enfermo, hasta que la flota zarpó al mando directo del Comandante del Apostadero Miguel de la Sierra, quien fue vencido en la Batalla del Buceo. 
En España fue llevado a juicio, al igual que sus camaradas, con excepción de Romarate, quien era respetado por capacidad y valor incluso por Brown. Primo de Rivera, pese a ser quizá el más amenazado, fue rescatado del escrutinio por intervención directa de Fernando VII en resolución del 6 de julio de 1817.
Fue nombrado presidente de la Junta del Almirantazgo en 1837 y ese mismo año fue elegido Senador por Cádiz. En 1839 tomó la Cartera del Ministerio de Marina, cargo del que dimitió poco después por desacuerdos políticos, a la vez que fue nombrado interino de Hacienda.
Ejerció como jefe de escuadra de la Real Armada y comandante general del Apostadero de La Habana en 1845. En 1848 pasó a ser Capitán General de Cádiz, pero tuvo que dimitir del cargo por motivos de salud, retirándose a Sevilla, donde continuó su labor como senador hasta su muerte en esa misma ciudad el 25 de julio de 1853.
Se casó en Buenos Aires el 11 de noviembre de 1809 con la argentina Juana María Nepomucena de Sobremonte y Larrazábal, bautizada en Córdoba el 19 de agosto de 1796, hija del virrey Rafael de Sobremonte, III marqués de Sobremonte, y tuvieron tres hijos: Rafael, Fernando y Miguel, este último padre de Miguel Primo de Rivera y, por tanto, abuelo de José Antonio Primo de Rivera, fundador de la falange Española.